# Pholiote
Taxons concernés
dans les genres suivants :
- Agrocybe
- Cortinarius
- Gymnopilus
- Kuehneromyces
- Pholiotamodifier

Pholiote est un nom vernaculaire ambigu désignant en français plusieurs champignons.

## Étymologie et définition
Le terme pholiote s'applique à certains champignons à lames de la famille de Strophariaceae. Ils ont comme point commun d'avoir  un chapeau écailleux (φολίς, pholís, écaille de reptile) ou gluant, et un pied muni d'un anneau plus ou moins visible. Leur chair est jaunâtre et leurs spores sont ocres. Ils vivent en touffe sur du bois.

## Liste alphabétique
- Pholiote changeante – Kuehneromyces mutabilis[2]
- Pholiote collante – Pholiota gummosa[1]
- Pholiote destructrice – Hemipholiota populnea
- Pholiote gommeuse – Pholiota gummosa[1]
- Pholiote du peuplier – Agrocybe aegerita[2] (syn. Cyclocybe aegerita)
- Pholiote du peuplier – Agrocybe cylindracea[2] (syn. Cyclocybe cylindracea)
- Pholiote dure – Agrocybe dura[2]
- Pholiote précoce – Agrocybe praecox[2]
- Pholiote remarquable – Gymnopilus spectabilis[2]
- Pholiote ridée – Cortinarius caperatus[2]
- Pholiote squarreuse – Pholiota squarrosa[2]